# Kazimierz Kleczkowski
Kazimierz Aleksander Kleczkowski (ur. 4 marca 1856 w Warszawie zm. 15 czerwca 1898 tamże) – polski architekt, wykładowca na politechnice lwowskiej.

## Życiorys
Urodził się 4 marca 1856 w Warszawie w rodzinie Józefa herbu Cholewa i Felicji z domu Galle. Miał siedmiu braci (Józef, Stanisław, Stefan, Jan, Karol-zmarł w dzieciństwie, Tomasz, Karol) i dwie siostry(Ludwika i Maria).
Ukończył szkoły w Warszawie i podjął studia w Krakowie na wydziale architektury w Szkole Sztuk Pięknych. W Petersburgu studiował architekturę w Akademii Sztuk Pięknych, którą ukończył w 1879 z odznaczeniem i dyplomem budowniczego. Dalsze studia architektoniczne odbywał w Paryżu.
Po powrocie do Warszawy zamieszczał artykuły z zakresu teorii sztuki w "Przeglądzie Technicznym", "Bibliotece Warszawskiej", "Ateneum", "Kłosach". W 1886 uzyskał habilitację na uczelni w Petersburgu. W 1889 jako docent wykładał na Politechnice Lwowskiej estetykę i teorię kompozycji architektonicznej.
Z powodu choroby zrezygnował ze stanowiska docenta i wyjechał leczyć się do Zakopanego. Zmarł w Warszawie 15 czerwca 1898 i pochowany został na cmentarzu powązkowskim.

## Twórczość
W 1885 wydał swoją pracę "Analiza kształtów architektonicznych". W okresie pracy na Politechnice Lwowskiej wydał w 1889 drugą cześć "Analizy kształtów architektonicznych".